# Chelypus barberi
Espèce
Synonymes
- Chelypus macronyx Hewitt, 1919

Chelypus barberi est une espèce de solifuges de la famille des Hexisopodidae.

## Distribution
Cette espèce se rencontre en Afrique du Sud, au Zimbabwe, en Namibie et en Angola.

## Description
Le mâle holotype mesure 30 mm.

## Étymologie
Cette espèce est nommée en l'honneur de H. Barber.

## Publication originale
- Purcell, 1902 : On some South African Arachnida belonging to the orders Scorpiones, Pedipalpi, and Solifugae. Annals of the South African Museum, vol. 2, p. 137–225 (texte intégral).